# Verbal Abuse
Verbal Abuse ist eine US-amerikanische Crossover-Band aus San Francisco, Kalifornien, die im Jahr 1981 gegründet wurde, sich 1996 auflöste und 2005 wieder zusammenfand.

## Geschichte
Die Band wurde im Jahr 1981 in Houston, Texas, von Sänger Nicki Sicki gegründet, nachdem er aus seiner Band Sick Pleasure ausgestiegen war. Im Jahr 1982 begab sich die Band nach San Francisco. Gegen Ende des Jahres erreichte die Band einen Vertrag bei Fowl Records und nahm ihr Debütalbum Just an American Band auf, das Anfang 1983 veröffentlicht wurde. Der Veröffentlichung folgte eine Tour. Währenddessen verließ Bassist Brett Dodwell die Band und wurde durch Dave „Koko“ Chavez ersetzt. Im Jahr 1984 verließ Sänger Sicki die Band und wurde durch Scotty Wilkins, Sänger bei Condemned to Death, ersetzt. Im Jahr 1986 erschien das nächste Album Rocks Your Liver über Boner Records. Der Veröffentlichung folgten Touren, ehe Gitarrist Mastrokalos die Band im Jahr 1987 verließ und durch Andy Schuman ersetzt wurde. Kurze Zeit später verließ auch Schlagzeuger Gregg James die Band und wurde durch Ex-Condemned-to-Death-Mitglied Mike Chubka ersetzt. Im Jahr 1989 ersetzt Chris Kontos wiederum Chubka, ehe sich die Band auf eine Europatournee begab. Die Tour umfasste 38 Auftritte in 42 Tagen. Im selben Jahr erschien das Live-Album Passport - Verbal Abuse of America über Destiny Records. Von 1990 bis 1993 war die Band inaktiv, ehe sie im Jahr 1995 das Album Red, White and Violent über Century Media veröffentlichte. Der Veröffentlichung folgte eine Tour, ehe sich die Gruppe im Folgejahr auflöste, da Scotty Wilkins der Band Electric Frankenstein beitrat. Im Jahr 2005 fand die Band wieder zusammen.

## Stil
Die Band spielt eine Mischung aus Hardcore Punk und Thrash Metal, wobei die Musik vergleichbar mit der von Dirty Rotten Imbeciles und Suicidal Tendencies ist.

## Diskografie
- 1983: Just an American Band (Album, Fowl Records)
- 1986: Rocks Your Liver (Album, Boner Records)
- 1989: Passport - Verbal Abuse of America (Live-Album, Destiny Records)
- 1995: Red, White and Violent (Album, Century Media)
- 2011: Speed Kills, But Who's Dying? (Split mit Zhe Shining, Just 4 Fun Records)